# Norman y Darío
Norman y Darío fueron un dúo colombiano de música protesta activo entre 1969 y 1971. 

## Historia
En 1969 Norman Smith nacido en Estados Unidos e Iván Darío López de Medellín se trasladan a Bogotá para continuar sus estudios universitarios. Ambos habían sido parte del popular grupo de rock paisa Los Yetis que recientemente se había desintegrado en 1968. En la capital nace el joven dúo inclinándose por el género de la canción social o también llamada Canción de protesta, actuando con frecuencia en las peñas que se celebraban en la Casa de la Cultura y alternando con gente de izquierda. Allí establecieron una relación con el poeta y militante de izquierda Nelson Osorio Marín y compusieron música para varios de sus textos. Norman Smith recuerda en una entrevista en 2015: 
Vivíamos en Bogotá y, ya sabes, las tendencias de izquierda, porque estábamos molestos y queríamos hablar de eso y ser como todos los demás revolucionarios [...] Supongo que fue bastante político. Quiero decir, o eras de la oligarquía o no lo eras [...] Otras personas eran mucho más intensas y tenían sentimientos y pensamientos más estructurados sobre por qué estaban haciendo lo que estaban haciendo [...] Nosotros estábamos como flotando con todas estas personas diferentes, pensando lo mismo pero sin adherirnos a ningún llamado o bandera en particular.
El dúo Norman y Darío utilizó sus contactos con Los Yetis para establecer conexiones con los medios de comunicación, trabajando de cerca con Alfonso Lizarazo, actuando en Estudio 15 -su programa de televisión orientado hacia la nueva ola- y grabando su primer disco con Disco 15. En su breve carrera como dúo, Norman y Darío grabaron con CBS un EP y un LP titulado Las primeras protestas, Alfonso Lizarazo fue el director artístico de la grabación y los arreglos estuvieron a cargo de Harold Orozco. Las notas en la contraportada del disco describen su contenido como 'un desafío al tradicionalismo'. Canciones como Mula Revolucionaria, Principito gamincito y Viene el hombre lograron trascender a través de los años.
Norman y Darío se separaron en 1971 cuando Smith se mudó a los Estados Unidos. Posteriormente Iván Darío formaría otro dúo junto a su amigo y también exintegrante de Los Yetis José Ignacio Durán. Iván Darío falleció en 2003 por una enfermedad. 

### Álbumes
- Las primeras protestas (1969)
- Norman y Darío EP  (1970)
- Sonreir/Cancion del sarampion Sencillo  (1970)
- Quieren hablar de mi/Viene el hombre Sencillo (1970)

### Integrantes
- Norman Smith - Voz, compositor, guitarra
- Iván Darío López - Voz, compositor, guitarra